# Zeki Çelik
Mehmet Zeki Çelik (phát âm tiếng Thổ Nhĩ Kỳ: [ˈzeci ˈtʃelik]; sinh ngày 17 tháng 2 năm 1997) là một cầu thủ bóng đá chuyên nghiệp người Thổ Nhĩ Kỳ thi đấu ở vị trí hậu vệ cho câu lạc bộ A S Roma tại Serie A và đội tuyển quốc gia Thổ Nhĩ Kỳ.